# Let's go to the beach
Let's go to the beach is de vijfde single van Dizzy Man's Band (DMB). Het is niet afkomstig van een van hun albums. Op albumgebied bracht DMB het serieuze Luctor et emergo uit.
Let's go to the beach, uitgebracht in juni, werd een bescheiden zomerhitje, dat geschreven werd door de zanger Jacques Kloes. De B-kant Let's stick together is geschreven door muziekproducent Richard de Bois en Dik Buisman, de basgitarist.

## Hitnotering

### Nederlandse Top 40
| Positie: | 37 | 26 | 21 | 17 | 18 | 29 | uit |

### NederlandseDaverende 30
| Positie: | 23 | 17 | 16 | 13 | 26 | uit |

### BelgischeBRT Top 30
| Positie: | 22 | 18 | 17 | 18 | 26 | uit |

### VlaamseUltratop 30
| Positie: | 27 | 23 | 20 | 25 | 30 | uit |